# Le Bosc (Ariège)
Le Bosc ist eine französische Gemeinde mit 114 Einwohnern (Stand 1. Januar 2022) im Ariège in der Region Okzitanien. Sie gehört zum Arrondissement Foix und ist Mitglied im Gemeindeverband L’Agglo Foix-Varilhes. Die Bewohner werden Boscéens und Boscéennes genannt.

## Geografie

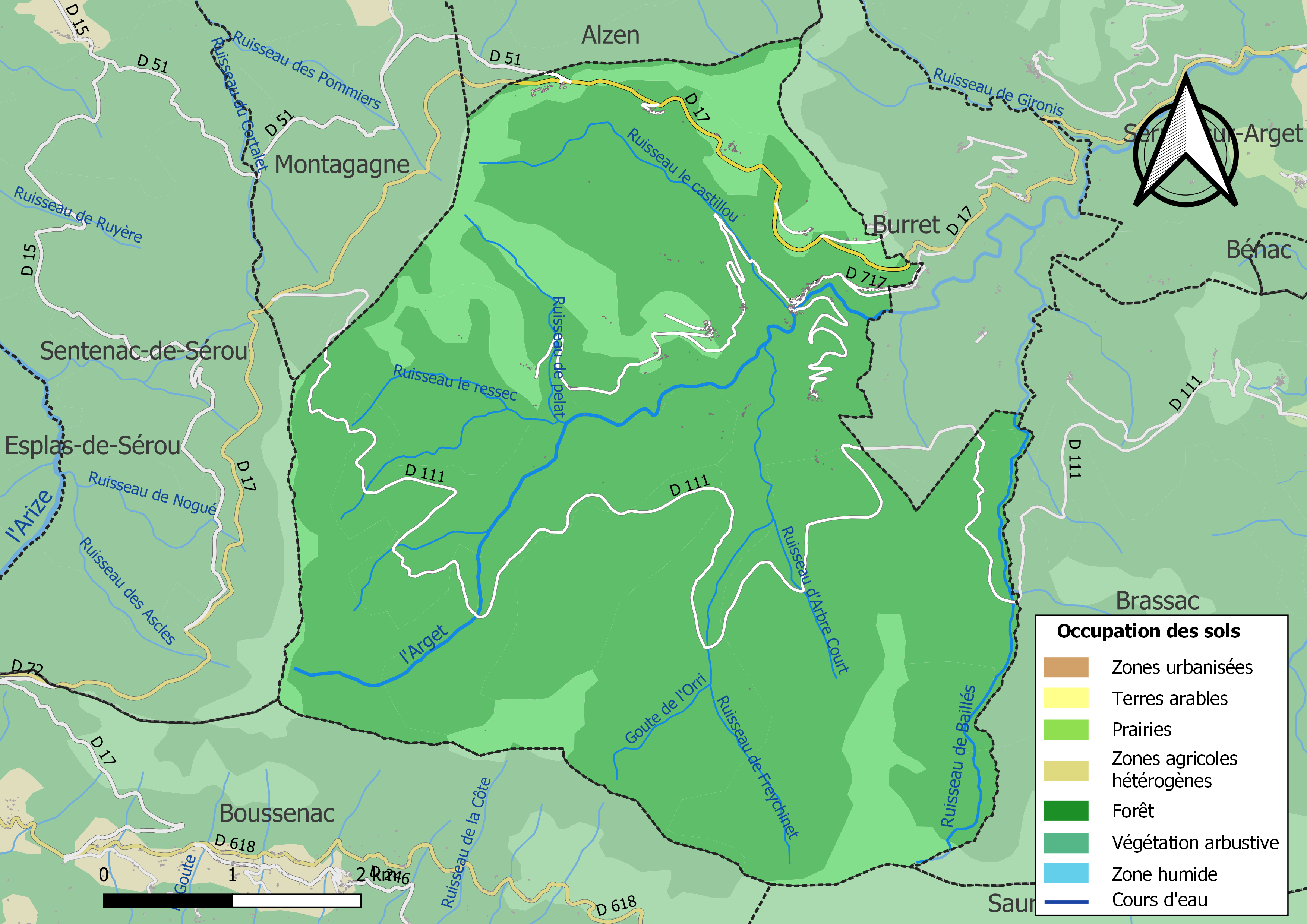
Bodennutzung, Hydrografie und Infrastruktur der Gemeinde

Die Gemeinde ist historisch und kulturell Teil des Pays de Foix. Das Zentrum im Ort La Cabirole liegt etwa 12 Kilometer westsüdwestlich von Foix sowie etwa 73 Kilometer südlich von Toulouse im Barguillière-Tal am Fuß des Arize-Massifs, welches das Gemeindegebiet südlich begrenzt. Höchster Punkte der Gemeinde befinden sich auch im Arize-Massif, darunter der Pech de Therme (1673 m). Le Bosc befindet sich im Einzugsgebiet der Garonne und wird vom Arget entwässert, der im Gemeindegebiet entspringt und es von Südwest nach Nordost durchquert, außerdem vom Ruisseau de Baillés, vom Bach Goute de l’Orri, vom Ruisseau d’Arbre Court, vom Ruisseau de Freychinet, vom Ruisseau de Goute-Male, vom Ruisseau de l’espoutat, vom Ruisseau de pelat, vom Ruisseau le castillou, vom Ruisseau le ressec und einem weiteren kleineren Bach. Das Gemeindegebiet ist Teil des Regionalen Naturpark Pyrénées Ariégeoises und von vier ZNIEFF-Naturgebieten. Fast die gesamte Fläche der Gemeinde ist bewaldet oder naturbelassen.
Nachbargemeinden sind Montagagne im Nordwesten, Alzen im Norden, Burret im Nordosten, Brassac im Osten, Saurat im Südosten, Boussenac im Süden und Sentenac-de-Sérou im Westen.

## Bevölkerungsentwicklung

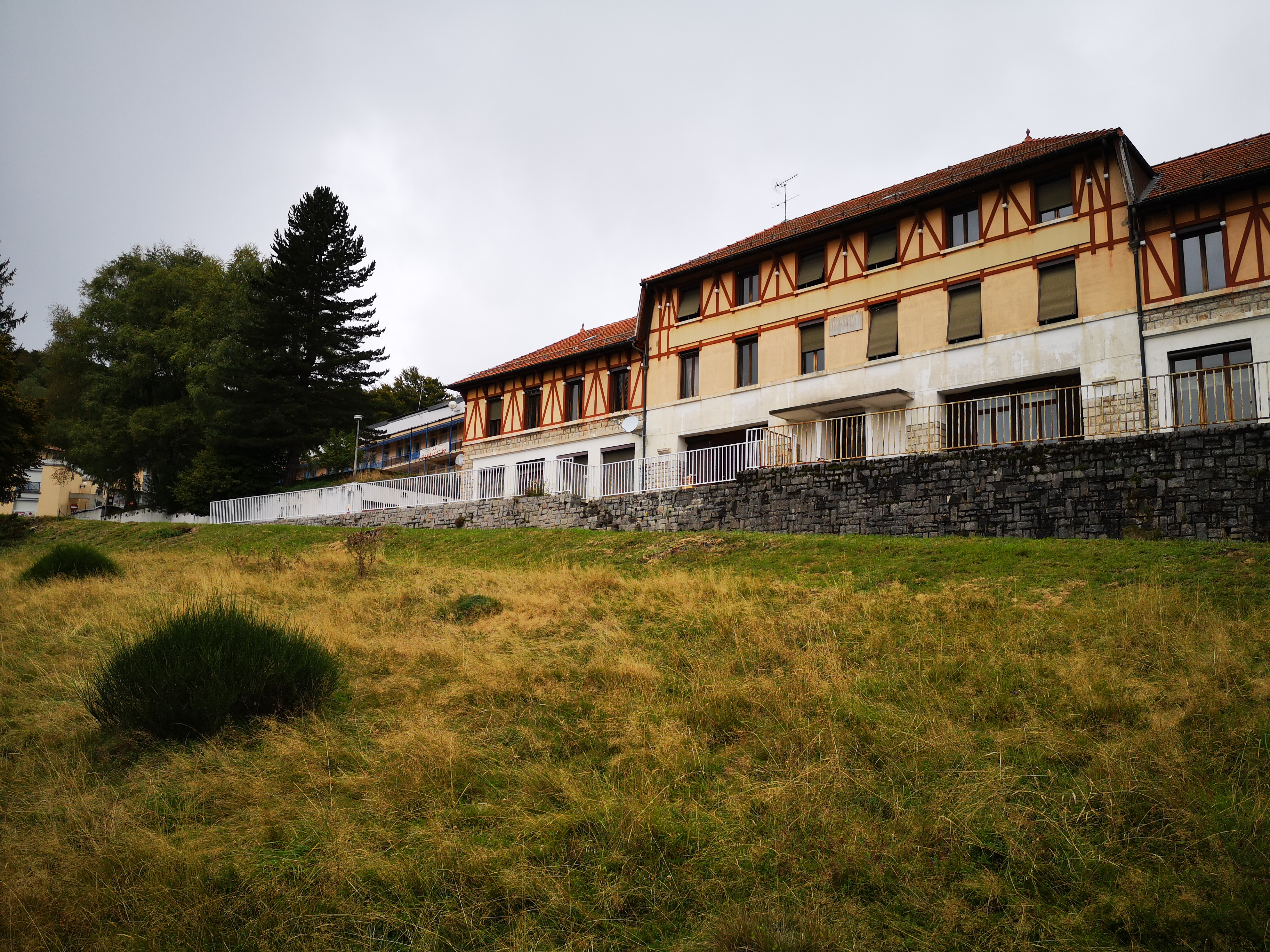
Ehemaliges Asthmazentrum auf dem Col des Marrous

| Le Bosc: Einwohnerzahlen von 1793 bis 2021                                                                                 | Le Bosc: Einwohnerzahlen von 1793 bis 2021 | Le Bosc: Einwohnerzahlen von 1793 bis 2021 | Le Bosc: Einwohnerzahlen von 1793 bis 2021 | Le Bosc: Einwohnerzahlen von 1793 bis 2021 |
| --- | ------------------------------------------ | ------------------------------------------ | ------------------------------------------ | ------------------------------------------ |
| Jahr |                                            |                                            |                                            | Einwohner                                  |
| 1793 | 1793                                       |                                            | 1.530                                      | 1.530                                      |
| 1800 | 1800                                       |                                            | 1.476                                      | 1.476                                      |
| 1806 | 1806                                       |                                            | 1.754                                      | 1.754                                      |
| 1821 | 1821                                       |                                            | 1.783                                      | 1.783                                      |
| 1831 | 1831                                       |                                            | 1.890                                      | 1.890                                      |
| 1836 | 1836                                       |                                            | 1.368                                      | 1.368                                      |
| 1841 | 1841                                       |                                            | 1.381                                      | 1.381                                      |
| 1846 | 1846                                       |                                            | 1.443                                      | 1.443                                      |
| 1851 | 1851                                       |                                            | 1.354                                      | 1.354                                      |
| 1856 | 1856                                       |                                            | 1.049                                      | 1.049                                      |
| 1861 | 1861                                       |                                            | 1.136                                      | 1.136                                      |
| 1866 | 1866                                       |                                            | 1.208                                      | 1.208                                      |
| 1872 | 1872                                       |                                            | 1.106                                      | 1.106                                      |
| 1876 | 1876                                       |                                            | 1.144                                      | 1.144                                      |
| 1881 | 1881                                       |                                            | 1.097                                      | 1.097                                      |
| 1886 | 1886                                       |                                            | 1.092                                      | 1.092                                      |
| 1891 | 1891                                       |                                            | 1.039                                      | 1.039                                      |
| 1896 | 1896                                       |                                            | 1.041                                      | 1.041                                      |
| 1901 | 1901                                       |                                            | 977                                        | 977                                        |
| 1906 | 1906                                       |                                            | 979                                        | 979                                        |
| 1911 | 1911                                       |                                            | 914                                        | 914                                        |
| 1921 | 1921                                       |                                            | 607                                        | 607                                        |
| 1926 | 1926                                       |                                            | 505                                        | 505                                        |
| 1931 | 1931                                       |                                            | 419                                        | 419                                        |
| 1936 | 1936                                       |                                            | 347                                        | 347                                        |
| 1946 | 1946                                       |                                            | 254                                        | 254                                        |
| 1954 | 1954                                       |                                            | 234                                        | 234                                        |
| 1962 | 1962                                       |                                            | 113                                        | 113                                        |
| 1968 | 1968                                       |                                            | 104                                        | 104                                        |
| 1975 | 1975                                       |                                            | 122                                        | 122                                        |
| 1982 | 1982                                       |                                            | 94                                         | 94                                         |
| 1990 | 1990                                       |                                            | 115                                        | 115                                        |
| 1999 | 1999                                       |                                            | 136                                        | 136                                        |
| 2006 | 2006                                       |                                            | 105                                        | 105                                        |
| 2013 | 2013                                       |                                            | 105                                        | 105                                        |
| 2021 | 2021                                       |                                            | 114                                        | 114                                        |
| Quelle(n): EHESS/Cassini bis 1999, INSEE ab 2006 Anmerkung(en): Ab 1962 offizielle Zahlen ohne Einwohner mit Zweitwohnsitz |                                            |                                            |                                            |                                            |

## Sehenswürdigkeiten
- Kirche La Décollation-de-Saint-Jean-Baptiste in La Cabirole